# Live in London (album Deep Purple)
Live in London – koncertowy album zespołu Deep Purple zarejestrowany 22 maja 1974 w "State Gaumont" w Kilburn przez BBC dla audycji radiowej ale nie został wydany aż do roku 1982.
Album zawiera utwory z linii Mk 3 autorstwa Blackmore/Coverdale/Hughes/Lord/Paice zarejestrowane podczas ich brytyjskiego tournée promującego album Burn.

## Lista utworów
Wszystkie utwory, z wyjątkiem opisanych skomponowali David Coverdale, Ritchie Blackmore, Glenn Hughes*, Jon Lord i Ian Paice.

(*) Glenn Hughes wymieniony jest tylko na wydaniu z roku 2007.

### Oryginalne wydanie winylowe
| 1. | "Burn"                                                                  | 6:58  |
|    |                                                                         |       |
| 2. | "Might Just Take Your Life"                                             | 4:51  |
|    |                                                                         |       |
| 3. | "Lay Down, Stay Down"                                                   | 5:11  |
|    |                                                                         |       |
| 4. | "Mistreated" (Coverdale, Blackmore)                                     | 11:34 |
|    |                                                                         |       |
| 5. | "Smoke on the Water" (Ian Gillan, Blackmore, Roger Glover, Lord, Paice) | 10:33 |
|    |                                                                         |       |
| 6. | "You Fool No One"                                                       | 18:14 |
|    |                                                                         |       |
|    |                                                                         | 57:21 |
|    |                                                                         |       |

### Wydanie CD Remastered 2007

#### CD 1
| 1. | "Burn"                      | 7:46  |
|    |                             |       |
| 2. | "Might Just Take Your Life" | 5:17  |
|    |                             |       |
| 3. | "Lay Down, Stay Down"       | 5:29  |
|    |                             |       |
| 4. | "Mistreated"                | 15:28 |
|    |                             |       |
| 5. | "Smoke on the Water"        | 9:14  |
|    |                             |       |
|    |                             | 43:14 |
|    |                             |       |

#### CD 2
| 1. | "You Fool No One"                                         | 20:23 |
|    |                                                           |       |
| 2. | "Space Truckin'" (Gillan, Blackmore, Glover, Lord, Paice) | 31:03 |
|    |                                                           |       |
|    |                                                           | 51:26 |
|    |                                                           |       |
Album CD remastered całego koncertu wydany został przez EMI 3 września 2007 w Europie i na innych rynkach. Nie ma informacji o wydaniu amerykańskim.

## Wykonawcy
- David Coverdale – śpiew
- Ritchie Blackmore – gitara
- Glenn Hughes – gitara basowa, śpiew
- Jon Lord – instrumenty klawiszowe
- Ian Paice – perkusja